# Историческое общество Монтаны
Историческое общество Монтаны (англ. Montana Historical Society, MHS) — это историческое общество, расположенное в американском штате Монтана, целью которого является сохранение исторических ресурсов, важных для понимания истории Монтаны. Общество занимается работой по шести направлениям:
- администрирование;
- работа исследовательского центра;
- музейная работа;
- издание публикаций;
- сохранение истории;
- образовательная деятельность.

Оно управляется попечительским советом из 15 членов, назначаемых губернатором, который нанимает директора общества и определяет политику агентства. Основанное в 1865 году, оно является одним из старейших подобных учреждений на Западе США.